# Больница Бхактиведанты
Больница Бхактиведа́нты (англ. Bhaktivedanta Hospital) — благотворительная больница Международного общества сознания Кришны (ИСККОН) в Мумбаи, Индия. Основана в 1998 году. Расположена на Мира-роуд в восточной части Мумбаи. В основном обслуживает пациентов из западных пригородов Мумбаи: от Боривали до Вирара. Больница Бхактиведанты управляется благотворительным фондом Sri Chaitanya Seva Trust. Больница была основана и названа в память о кришнаитском гуру Бхактиведанте Свами Прабхупаде. В больнице работает более 450 врачей и сотрудников, около половины из которых являются инициированными учениками одного из гуру ИСККОН. По данным на 2003 год в больнице было 130 коек. Больница ежегодно проводит благотворительную программу Barsana Eye Camp, в ходе которой врачи больницы бесплатно проводят операции по удалению катаракт деревенским жителям Варшаны и других населённых пунктов округа Матхура.